# Shani Bakanov
Shani Bakanov (en hebreo: שני בקנוב‎; Kanove, 27 de febrero de 2006) es una deportista israelí que compite en gimnasia rítmica, en la modalidad de conjuntos.
Participó en los Juegos Olímpicos de París 2024, obteniendo una medalla de plata en la prueba de conjuntos (junto con Ofir Shaham, Diana Svertsov, Adar Friedmann y Romi Paritzki).
Ganó cuatro medallas en el Campeonato Mundial de Gimnasia Rítmica, en los años 2022 y 2023, y diez medallas en el Campeonato Europeo de Gimnasia Rítmica, entre los años 2022 y 2024.

## Palmarés internacional
| Juegos Olímpicos   | Juegos Olímpicos   | Juegos Olímpicos  | Juegos Olímpicos           |
| Año                | Lugar              | Medalla           | Prueba                     |
| ------------------ | ------------------ | ----------------- | -------------------------- |
| 2024               | París (Francia)    | Medalla de plata  | Conjuntos                  |
| Campeonato Mundial |                    |                   |                            |
| Año                | Lugar              | Medalla           | Prueba                     |
| 2022               | Sofía (Bulgaria)   | Medalla de plata  | Concurso completo          |
| 2022               | Sofía (Bulgaria)   | Medalla de plata  | 5 con aro                  |
| 2023               | Valencia (España)  | Medalla de oro    | Concurso completo          |
| 2023               | Valencia (España)  | Medalla de oro    | 3 con cinta + 2 con pelota |
| Campeonato Europeo |                    |                   |                            |
| Año                | Lugar              | Medalla           | Prueba                     |
| 2022               | Tel Aviv (Israel)  | Medalla de oro    | Concurso completo          |
| 2022               | Tel Aviv (Israel)  | Medalla de plata  | 5 con aro                  |
| 2022               | Tel Aviv (Israel)  | Medalla de bronce | Equipo                     |
| 2023               | Bakú (Azerbaiyán)  | Medalla de oro    | 5 con aro                  |
| 2023               | Bakú (Azerbaiyán)  | Medalla de plata  | Concurso completo          |
| 2023               | Bakú (Azerbaiyán)  | Medalla de plata  | 3 con cinta + 2 con pelota |
| 2023               | Bakú (Azerbaiyán)  | Medalla de bronce | Equipo                     |
| 2024               | Budapest (Hungría) | Medalla de plata  | 3 con cinta + 2 con pelota |
| 2024               | Budapest (Hungría) | Medalla de bronce | 5 con aro                  |
| 2024               | Budapest (Hungría) | Medalla de bronce | Equipo                     |